# Polar (chaîne de télévision)
Ne doit pas être confondu avec la chaîne Polar+ du Groupe Canal+.
Pour les articles homonymes, voir Polar.
Polar est une ancienne chaîne de télévision française appartenant au groupe AB (devenu Mediawan Thematics) ayant émis entre 1996 et 2018.

## Historique de la chaîne
En 1996, AB Groupe crée un bouquet de 5 chaînes sur le cinéma : Ciné Palace, Rire, Romance, Action et Polar. Cette dernière est alors centrée sur les films policiers et à suspense.
En septembre 2002, lors de la refonte de l'offre cinéma, le bouquet cinéma composé de 5 chaînes se nomme Cinébox et la chaîne devient Ciné Polar avec Ciné Comic, Ciné FX, Action et la chaîne vitrine Ciné Box. Depuis sa création, et comme la chaîne Action édité par le même groupe, Ciné Polar fait partie des rares chaînes françaises de cinéma payantes à maintenir leur logo incrusté dans l'image, lors de la diffusion de longs-métrages.
Le 4 décembre 2012, Ciné Polar redevient Polar.
Le 30 juin 2015, Polar et Ciné FX sont retirées de CanalSat.
Le 20 novembre 2015, les chaines Polar et Ciné FX sont retirées de l'offre TV d'Orange.
Le 6 décembre 2016, Polar et Ciné FX sont remplacées par Paramount Channel et Crime District dans l'offre Cinérama de Bis Télévisions.
Polar et Ciné FX s'arrêtent officiellement le 30 avril 2018, mais leurs diffusions sur la Freebox a été effectuée le 31 juillet 2018.
Polar a été remplacée par la chaîne Crime District dès le 1er août 2018 sur Freebox TV.

### Identité visuelle (logo)

Logo de Polar de 1996 à 2002.
Logo de Ciné Polar du 15 septembre 2002 au 4 décembre 2012.
Logo de Polar du 4 décembre 2012 au 31 juillet 2018.

## Programmation
Les programmes diffusés reprennent de grands noms des films noirs classiques américains, les œuvres de cinéastes tels qu'Alfred Hitchcock ou Michael Powell, mais aussi les thrillers, enfin la production policière française, des années 1930 à nos jours.

### Séries
Séries françaises
- Crimes en série
- François Kléber
- Groupe flag

## Organisation

### Dirigeants
PrésidentJean-Michel Fava[Quand ?]
Directeur des programmesRichard Maroko[Quand ?]

## Diffusion
La chaîne est diffusée à l'origine uniquement sur AB Sat et en option sur Canalsat, elle est aujourd'hui disponible moyennant un abonnement à l'offre cinéma d'AB sur l'ensemble des réseaux des câblo-opérateurs, de l'ADSL et sur les bouquets satellites BIS Télévisions, Orange,TéléSAT.